# Puchar Narodów w saneczkarstwie 2021/2022
Sezon 2021/2022 Pucharu Narodów w saneczkarstwie rozpoczął się 19 listopada 2021 roku w chińskim mieście Yanqing. Ostatnie zawody z tego cyklu zostały rozegrane 21 stycznia 2022 roku na torze w szwajcarskim Sankt Moritz.

## Kalendarz Pucharu Narodów
| Lp.   | Data              | Miejscowość  | Konkurencja      | 1. miejsce                                    | 2. miejsce                                        | 3. miejsce                                     |
| ----- | ----------------- | ------------ | ---------------- | --------------------------------------------- | ------------------------------------------------- | ---------------------------------------------- |
| 1. PN | 19 listopada 2021 | Yanqing      | Jedynki kobiet   | Lisa Schulte                                  | Anna Berreiter                                    | Emily Sweeney                                  |
| 1. PN | 19 listopada 2021 | Yanqing      | Jedynki mężczyzn | Kristers Aparjods                             | Chris Rene Eißler                                 | Riks Rozītis                                   |
| 1. PN | 19 listopada 2021 | Yanqing      | Dwójki mężczyzn  | Kanada Devin Wardrope · Cole Zajanski         | Kanada Tristan Walker · Justin Snith              | Polska Wojciech Chmielewski · Jakub Kowalewski |
| 2. PN | 26 listopada 2021 | Soczi        | Jedynki kobiet   | Jekatierina Katnikowa                         | Andrea Vötter                                     | Wiktorija Diemczenko                           |
| 2. PN | 26 listopada 2021 | Soczi        | Jedynki mężczyzn | Kristers Aparjods                             | Matwiej Perestoronin                              | Pawieł Riepiłow                                |
| 2. PN | 26 listopada 2021 | Soczi        | Dwójki mężczyzn  | Rosja Stanisław Malcew · Dmitrij Chaliłow     | Rosja Wsewołod Kaszkin · Konstantin Korszunow     | Rosja Andriej Bogdanow · Jurij Prochorow       |
| 3. PN | 3 grudnia 2021    | Soczi        | Jedynki kobiet   | Natalie Geisenberger                          | Jekatierina Katnikowa                             | Summer Britcher                                |
| 3. PN | 3 grudnia 2021    | Soczi        | Jedynki mężczyzn | Jonas Müller                                  | Leon Felderer                                     | Pawieł Riepiłow                                |
| 3. PN | 3 grudnia 2021    | Soczi        | Dwójki mężczyzn  | Rosja Wsewołod Kaszkin · Konstantin Korszunow | Rosja Stanisław Malcew · Dmitrij Chaliłow         | Austria Juri Gatt · Riccardo Schöpf            |
| 4. PN | 10 grudnia 2021   | Altenberg    | Jedynki kobiet   | Cheyenne Rosenthal                            | Emily Sweeney                                     | Elīna Ieva Vītola                              |
| 4. PN | 10 grudnia 2021   | Altenberg    | Jedynki mężczyzn | Artūrs Dārznieks                              | Chris Rene Eißler                                 | Sebastian Bley                                 |
| 4. PN | 10 grudnia 2021   | Altenberg    | Dwójki mężczyzn  | Austria Thomas Steu · Lorenz Koller           | Austria Juri Gatt · Riccardo Schöpf               | Niemcy Hannes Orlamünder · Paul Gubitz         |
| 5. PN | 17 grudnia 2021   | Igls         | Jedynki kobiet   | Emily Sweeney                                 | Diana Łoginowa                                    | Elīna Ieva Vītola                              |
| 5. PN | 17 grudnia 2021   | Igls         | Jedynki mężczyzn | Chris Rene Eißler                             | Matwiej Perestoronin                              | Reinhard Egger                                 |
| 5. PN | 17 grudnia 2021   | Igls         | Dwójki mężczyzn  | Włochy Ivan Nagler · Fabian Malleier          | Austria Thomas Steu · Lorenz Koller               | Kanada Tristan Walker · Justin Snith           |
| 6. PN | 31 grudnia 2021   | Winterberg   | Jedynki kobiet   | Dajana Eitberger                              | Wiktorija Diemczenko                              | Ashley Farquharson                             |
| 6. PN | 31 grudnia 2021   | Winterberg   | Jedynki mężczyzn | Riks Rozītis                                  | Leon Felderer                                     | Artūrs Dārznieks                               |
| 6. PN | 31 grudnia 2021   | Winterberg   | Dwójki mężczyzn  | Niemcy Robin Geueke · David Gamm              | Stany Zjednoczone Chris Mazdzer · Jayson Terdiman | Kanada Tristan Walker · Justin Snith           |
| 7. PN | 7 stycznia 2022   | Sigulda      | Jedynki kobiet   | Elīna Ieva Vītola                             | Tatjana Iwanowa                                   | Sigita Berzina                                 |
| 7. PN | 7 stycznia 2022   | Sigulda      | Jedynki mężczyzn | Artūrs Dārznieks                              | Riks Rozītis                                      | Reinhard Egger                                 |
| 7. PN | 7 stycznia 2022   | Sigulda      | Dwójki mężczyzn  | Niemcy Robin Geueke · David Gamm              | Rosja Stanisław Malcew · Dmitrij Chaliłow         | Rosja Wsewołod Kaszkin · Konstantin Korszunow  |
| 8. PN | 14 stycznia 2022  | Oberhof      | Jedynki kobiet   | Natalie Maag                                  | Tatjana Iwanowa                                   | Cheyenne Rosenthal                             |
| 8. PN | 14 stycznia 2022  | Oberhof      | Jedynki mężczyzn | Chris Rene Eißler                             | David Nöβler                                      | Artūrs Dārznieks                               |
| 8. PN | 14 stycznia 2022  | Oberhof      | Dwójki mężczyzn  | Kanada Tristan Walker · Justin Snith          | Niemcy Hannes Orlamünder · Paul Gubitz            | Polska Wojciech Chmielewski · Jakub Kowalewski |
| 9. PN | 21 stycznia 2022  | Sankt Moritz | Jedynki kobiet   | Verena Hofer                                  | Natalie Maag                                      | Emily Sweeney                                  |
| 9. PN | 21 stycznia 2022  | Sankt Moritz | Jedynki mężczyzn | Artūrs Dārznieks                              | Leon Felderer                                     | Chris Mazdzer                                  |
| 9. PN | 21 stycznia 2022  | Sankt Moritz | Dwójki mężczyzn  | Rosja Wsewołod Kaszkin · Konstantin Korszunow | Austria Juri Gatt · Riccardo Schöpf               | Polska Wojciech Chmielewski · Jakub Kowalewski |

## Klasyfikacje

### Jedynki kobiet
| Miejsce | Zawodniczka        | Reprezentacja     | Punkty |
| ------- | ------------------ | ----------------- | ------ |
| 1.      | Nina Zöggeler      | Włochy            | 389    |
| 2.      | Diana Łoginowa     | Rosja             | 372    |
| 3.      | Verena Hofer       | Włochy            | 365    |
| 4.      | Sandra Robatscher  | Włochy            | 360    |
| 5.      | Sigita Berzina     | Łotwa             | 353    |
| 6.      | Emily Sweeney      | Stany Zjednoczone | 325    |
| 7.      | Natalie Maag       | Szwajcaria        | 312    |
| 8.      | Elīna Ieva Vītola  | Łotwa             | 302    |
| 9.      | Trinity Ellis      | Kanada            | 301    |
| 10.     | Ashley Farquharson | Stany Zjednoczone | 291    |
| ...     | ...                | ...               | ...    |
| 22.     | Klaudia Domaradzka | Polska            | 172    |
| 40.     | Natalia Jamróz     | Polska            | 98     |

### Jedynki mężczyzn
| Miejsce | Zawodnik             | Reprezentacja     | Punkty |
| ------- | -------------------- | ----------------- | ------ |
| 1.      | Chris Eißler         | Niemcy            | 515    |
| 2.      | Artūrs Dārznieks     | Łotwa             | 476    |
| 3.      | Leon Felderer        | Włochy            | 447    |
| 4.      | Riks Rozītis         | Łotwa             | 432    |
| 5.      | Chris Mazdzer        | Stany Zjednoczone | 392    |
| 6.      | Matwiej Perestoronin | Rosja             | 382    |
| 7.      | Pawieł Riepiłow      | Rosja             | 354    |
| 8.      | Tucker West          | Stany Zjednoczone | 347    |
| 9.      | Anton Dukacz         | Ukraina           | 337    |
| 10.     | Reid Watts           | Kanada            | 324    |
| ...     | ...                  | ...               | ...    |
| 24.     | Kacper Tarnawski     | Polska            | 154    |
| 45.     | Mateusz Sochowicz    | Polska            | 36     |
| 48.     | Arkadiusz Trojga     | Polska            | 8      |

### Dwójki mężczyzn
| Miejsce | Zawodnik                              | Reprezentacja     | Punkty |
| ------- | ------------------------------------- | ----------------- | ------ |
| 1.      | Tristan Walker Justin Snith           | Kanada            | 459    |
| 2.      | Wsewołod Kaszkin Konstantin Korszunow | Rosja             | 451    |
| 3.      | Stanisław Malcew Dmitrij Chaliłow     | Rosja             | 380    |
| 4.      | Juri Gatt Riccardo Schöpf             | Austria           | 372    |
| 5.      | Tomáš Vaverčák Matej Zmij             | Słowacja          | 358    |
| 6.      | Devin Wardrope Cole Zajanski          | Kanada            | 343    |
| 7.      | Wojciech Chmielewski Jakub Kowalewski | Polska            | 325    |
| 8.      | Ihor Hoi Myrosław Lewkowicz           | Ukraina           | 317    |
| 9.      | Chris Mazdzer Jayson Terdiman         | Stany Zjednoczone | 314    |
| 10.     | Ihor Stachiw Andrij Lisiecki          | Ukraina           | 294    |
| ...     | ...                                   | ...               | ...    |